# Магдебургерфорт
Магдебургерфорт (нем. Magdeburgerforth) — деревня в Германии, в земле Саксония-Анхальт.
Входит в состав города Мёккерн района Йерихов. Население составляет 247 человек (на 31 декабря 2006 года). Занимает площадь 25,27 км².
Впервые упоминается в 1555 году.
Ранее Магдебургерфорт имел статус общины (коммуны). 2 июля 2009 года вошёл в состав города Мёккерн.

## Достопримечательности
Евангелическая церковь, построенная в 1901 году в неоготическом стиле.